# Хейли Бенет
Хейли Бенет (на английски: Haley Bennett; родена на 7 януари 1988 г.) е американска актриса.

## Биография
Родена е на 7 януари 1988 г. с рождено име Хейли Лорейн Кийлинг във Форт Майърс, Флорида. Родителите ѝ са Лейлани и Роналд Кийлинг. Като дете живее в Стоу, Охайо.
Първата ѝ роля в киното е на поп певицата Кора Корман в „Текст и музика“ (2007) с Хю Грант и Дрю Баримор. Бенет изпълнява няколко от песните към саундтрака на филма, включително „Buddha's Delight“ и „Way Back into Love“.
През 2008 г. участва в „Колежът“ и „Обсебването на Моли Хартли“. През 2014 г. участва в „Закрилникът“ с Дензъл Уошингтън, а през 2016 г. и във „Великолепната седморка“.